# Cimarrón uruguayo
Il cimarrón uruguayo, letteralmente cane selvatico uruguaiano è una razza riconosciuta dalla Federazione cinofila internazionale dal 2017.

## Origini e storia
Il cimarrón uruguayo chiamato anche perro cimarrón, cimarron, perro gaucho e perro criollo ha un'origine incerta. Nonostante ciò, è noto che questi cani li hanno portati in America gli spagnoli e i portoghesi con legami di sangue con molossi da lavoro e cani da caccia. Questi cani poi abbandonati si adattarono perfettamente alla vita selvatica fin tanto che il numero degli esemplari diventò enorme provocando anche dei grossi problemi ai pascoli che venivano attaccati. Alla fine del diciottesimo secolo le autorità dell'epoca misero una taglia per la loro uccisione ma alcuni contadini invece di sterminarli li catturarono e riaddestrandoli ottennero ottimi risultati come cani da guardia e da bestiame soprattutto di Bovini. Da questi cani deriva il cimarrón uruguayo di oggi che probabilmente ha avuto ancora qualche aggiunta di sangue molossoide. Nel 1969 un cimarrón uruguayo è stato mostrato per la prima volta in un evento cinofilo organizzato dal Kennel Club Uruguayo e nel 1989  è stato riconosciuto dal Kennel Club Uruguayo, in quel momento è stata istituita l'Associazione Allevatori, e insieme con il Kennel Club Uruguayo il primo standard ufficiale della razza. La razza è stata riconosciuta provvisoriamente nel 21 febbraio 2006 e definitivamente il 7 novembre 2017.	

## Impiego
Il cimarrón uruguayo è usato come guardiano della proprietà. Si tratta di una razza che è diventata molto popolare nel suo paese d'origine, dove si possono trovare in molti ranch. Il cimarrón uruguayo è anche ampiamente usato per la caccia al cinghiale, che caccia in gruppo con altre razze, soprattutto con il Dogo argentino. Dato il suo grande coraggio, è la mascotte ufficiale dell'Esercito Uruguayo.

## Aspetto

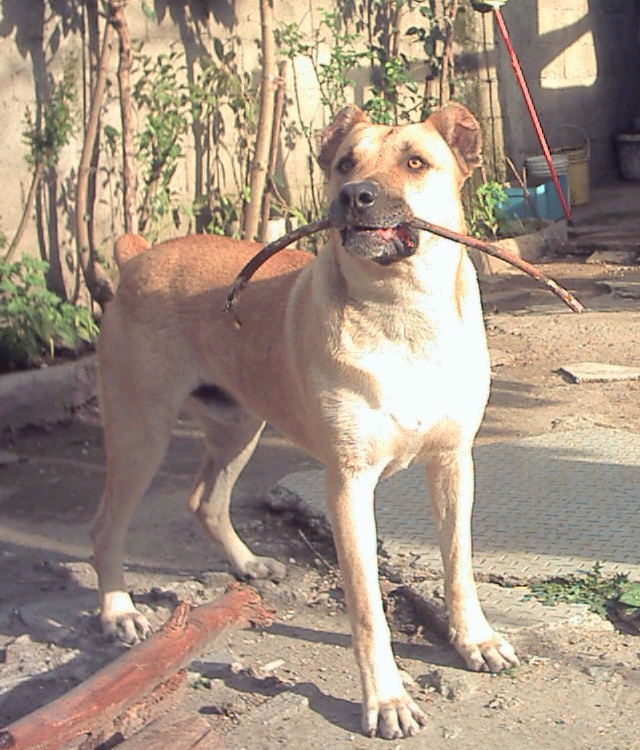
Cimarrón Uruguayo con due anni di età (2004)

Il cimarrón uruguayo è un cane di medie dimensioni di tipo molossoide, forte, compatto, con buone ossa, muscoloso e agile adatto ai compiti di guardia e caccia alla grossa selvaggina. Al cimarrón uruguayo vengono amputate le orecchie a forma di quelle del puma.

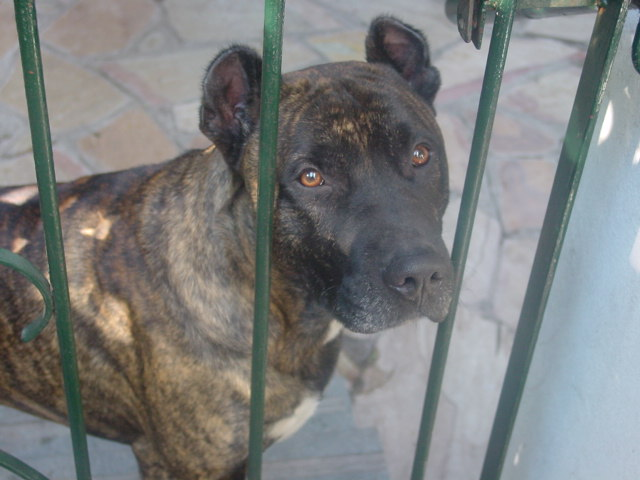
Cimarrón uruguayo

## Carattere
Questa razza è di solito descritta come intelligente e di grande coraggio. Aggressivo verso gli estranei e intrusi, è equilibrato e calmo attorno alla sua famiglia umana.

## Adatto per...
- Guardia
- Difesa
- Caccia
- Compagnia
- Bovaro

## Non adatto per...
- Fly ball
- Free Style
- Agility Dog
- Obedience